# 장명국
장명국(張明國, 1947년 ~ , 경기도 수원시)은 대한민국의 언론인이다.

## 생애
1970년 서울대학교 경제학과를 나와 1982년 석탑노동연구소를 설립했다. 1993년부터 내일신문 운영위원장을 맡았고, 1998년 8월부터 1999년 6월까지 10개월간 YTN 사장을 지내며 YTN을 흑자로 전환시켰다. 2003년 3월에 내일신문 대표이사 및 발행인에 선임되었다. 동국대학교 법과대학 겸임교수 겸 자연보호중앙협의회 회장을 맡기도 하였다.

## 학력
- 경기고등학교 졸업
- 서울대학교 경제학과 학사

## 경력
- 1993년:내일신문 운영위원회 위원장
- 1998년 9월 ~ 1999년 7월:YTN 사장
- 1998년 9월:만해사상실천 선양회 수석대표
- 1999년:동국대학교 법과대학 겸임교수
- 2000년 1월:자연보호중앙협의회 회장
- 2000년 7월:국립암센터 자문위원
- 내일신문 대표
- 한국신문협회 이사[5]

## 저서
- 《밥.일.꿈》. 석탑출판. 2011년. ISBN 9788985429238
- 《정권교체냐 정권재창출이냐》. 석탑출판. 2011년. ISBN 9788985429221